# Stacey Abrams
Stacey Yvonne Abrams (n. 9 decembrie 1973, Madison, Wisconsin, SUA) este o politiciană, avocată, scriitoare și femeie de afaceri americană.